# Marija Kessler
Marija Kessler, född 1860, död 1939, var en slovensk salongsvärd. Hennes salong var vid slutet av 1800-talet centrum för Ljubljanas konstnärsvärld, och betraktas som det viktigaste exemplet för en salong i Slovenien. 